# 馬里邑
株式会社馬里邑（まりむら）は、東京都品川区西五反田に本社を置く、婦人服専門の企画・生産・販売を行っている会社。現在は休眠会社となっている。

## 会社代表者
- 大西雅美（同社代表取締役）

## 会社概要
- 女性向けの多彩なライフシーンに応えるべくタウンファッションを追求。次々と新しい国に日々視点を向け、都会的なアレンジを効かせて表現した個性服を生産。また、ニット製品を主体に徹底した独自のプリントとカラーのオリジナル化を研究し、同社のブランドテイストを明確化している。

## 自社ブランド製品
- Coco de Mer （ココ・ド・メール）
- Filare （フィラーレ）
- Catolin （カトリン）

## 沿革
- 創業 1947年6月
- 設立 1957年1月
- 2017年5月23日、馬里邑ブランドの卸売事業を展開してきた堀田丸正をRIZAPグループが子会社化する[3]。
- 2020年10月、堀田丸正が馬里邑ブランドの販売終了を発表。2019年頃から高級婦人服の需要が減少、コスト削減を図り事業を継続してきたが、コロナ禍による営業時間短縮や休業が業績に影響して事業維持が困難となった。馬里邑は2021年1月までに全店舗での販売を終了、3月に事業を終了。株式会社馬里邑は休眠会社となった[2]。

## 補足
- 馬里邑はテレビドラマの衣装協力も手がけ、同社ブランド製品のアイテムを提供している。また、同社製品は協力番組内でもクレジット表記が行われている。
- バブル期には表参道に馬里邑美術館を持っており、ハイソサエティな現代美術ギャラリーとして知られた。原田マハは同美術館の学芸員であった。

## 衣装提供協力番組
- 猫弁〜死体の身代金（TBS）
- Answer〜警視庁検証捜査官（第3話）（テレビ朝日）